# Jean-Pierre Lang
 (avril 2018).
Si vous disposez d'ouvrages ou d'articles de référence ou si vous connaissez des sites web de qualité traitant du thème abordé ici, merci de compléter l'article en donnant les références utiles à sa vérifiabilité et en les liant à la section « Notes et références ».
Pour les articles homonymes, voir Lang.
Jean-Pierre Lang est un auteur et compositeur de chansons  français, né le 11 mai 1936 à Neuilly-sur-Seine. Il est notamment connu pour avoir travaillé avec Pierre Bachelet.

## Biographie
À l’âge de dix-sept ans, parti faire ses études à São Paulo, Jean-Pierre Lang devient professeur de français à l'Alliance française, pour payer sa préparation de médecine.
Dans la ville de São Paulo, il va écrire et composer ses premières chansons et ses premières musiques pour le théâtre : La Jalousie du Barbouillé (Molière), Le Rendez-vous de Senlis (Jean Anouilh), Les Mouches (Jean-Paul Sartre), Antigone (Jean Anouilh), Les Exercices de Style de Raymond Queneau, etc.
Il obtient son certificat de philosophie médiévale à l'Université de São Paulo, où il rencontre l'architecte Aldo Calvo, collaborateur de Oscar Niemeyer sur le projet de Brasilia.
Dans les cercles artistiques de la ville, il rencontre de nombreux artistes locaux, la comédienne Maria Fernanda de Andrade, João Gilberto, Tom Jobim, Juca Chaves, Aracy de Almeida, ainsi que Sérgio Buarque de Holanda, le directeur du Musée d'art moderne de São Paulo qui est le père de Chico Buarque de Hollanda.
Parallèlement à ses études, il joue de la guitare, chante et compose ses propres chansons, qu'il écrit en français. Il décide alors d'abandonner ses études et de tenter sa chance artistique en France. À Paris, il se produit dans divers cabarets, dont Milord l’Arsouille, où il succède à Serge Gainsbourg qui commence à se faire connaître. Jean-Pierre Lang chantera ainsi à La Colombe, Le Cheval d'or, L’Écluse, etc. Il y rencontre Jean Ferrat, Pierre Perret, Christine Sèvres, Barbara et bien d'autres qui débutent alors.
Il enregistre ses premiers disques chez La Voix de son Maître (Pathé Marconi) et rencontre Georges Brassens, qui l'encourage et le reçoit parmi ses très rares proches. 
Il s'essaye au théâtre, dans un montage du Mariage de Figaro par Jo Tréhard, dans le nouveau Théâtre de Caen, puis en tournée du Centre dramatique de l'Ouest, puis au Théâtre Royal de Madrid. Il écrit les textes des chansons du film Les Aventuriers, de Robert Enrico, chantées par Alain Delon sur les musiques de François de Roubaix.
En 1965, Pia Colombo enregistre Déjà et Jean-Claude Pascal Tes yeux de chats pour voir la nuit. Colette Chevrot interprète Ce n’est pas avec des mots (1966) et Dis, quand partiras-tu (1967). Il fait deux tournées de soixante-dix villes chacune, en première partie de Georges Brassens. Rencontres avec Léo Ferré, Boby Lapointe, etc.
Dans les années 1971 et 1972, sur des musiques de Patrick Lemaître, il écrit pour Gérard Palaprat : Fais-moi un signe, Pour la fin du Monde, qui dominent les hit-parades, ainsi que Les Fontaines généreuses, Le Tremblement de terre, L’Homme, Le Grand Bateau, Ève, je t’aime (1972), etc.
Toujours sur des musiques de Patrick Lemaître, il écrit également pour Johnny Hallyday Comme si je devais mourir demain (1972), pour Enrico Macias Rien n’a changé (1974), pour Vicky Leandros La nuit tu es là (1969), pour Carlos Papayou, et pour Lenny Kuhr Cet amour, c’est ta vie (1974).
Pour Marcel Amont il écrit et compose Ah ! Que c’est bon, puis compose les musiques de plusieurs textes de Franck Thomas et Jean-Michel Rivat : L'Amour en 33 photos (1970) et Le Dernier Éléphant (1970). Pour Les Troubadours Je te verrai passer, je te reconnaîtrai en 1973. Toujours sur des textes de Franck Thomas et Jean-Michel Rivat, il compose un 33 tours pour Marina Vlady. Puis Le Cantique de l’amour et bien d'autres chansons pour différents interprètes comme Richard Anthony, etc. Il compose paroles et musique de Michaële, pour Gilles Dreu. Il écrira la musique de plusieurs films.
À la même époque, Guy Mardel lui demande des textes et obtient ainsi quelques succès : C’est la primavera (1971), Ma vie avec toi (1972), On a plié le parasol, L’Éternel Ami, Il y a toujours un amour qui t'attend, Oui pour la vie, etc. Ils s'associent pour offrir à Sylvie Vartan Va si tu l'aimes (1973). Marie Laforêt obtient également plusieurs succès grâce à la plume de Jean-Pierre Lang. Parmi ceux-ci, figurent Pour une étoile (1969), Toi, nos enfants et moi (1969), Tous les dauphins, les cachalots (1977), Monsieur de Lafayette (1977), Il reviendra (1977) et quelques autres.
Avec François Bernheim, il écrit une chanson : Des mots, puis un 33 tours pour la chanteuse française Dani.
Comme compositeur, Jean-Pierre Lang compose la musique de cinq épisodes du feuilleton La Demoiselle d'Avignon[source secondaire souhaitée], qui sera diffusé dans de nombreux pays.
En 1973, Nicole Croisille enregistre Parlez-moi de lui, dont il est auteur et compositeur. La chanson devient aussitôt un tube et classe son interprète dans au plus haut des hit-parade. La chanteuse interprète également Laisse l’oiseau (1974) et Le Cœur funambule (1982), ainsi qu'une adaptation d'une chanson brésilienne de Chico Buarque de Hollanda : Tout ce qui est deviendra (O que será), et plusieurs autres chansons.
Indépendamment de la chanson, Jean-Pierre Lang écrit le scénario du film Deux Visages pour mourir[source secondaire souhaitée], en Belgique, film qui finalement ne verra pas le jour.
Avec son ami Jacques Kerchache, il s'occupe des Arts premiers[source secondaire souhaitée].
Pendant les années soixante-dix, Noëlle Cordier enregistre en 1977 Mon cœur pour te garder, ainsi que Comment est-elle, comment vit-elle. En 1977, Mireille Mathieu enregistre Et tu seras poète, sur une musique de Roland Vincent. Il travaille aussi sur de nombreuses chansons en 1976 avec Guy Bonnet, dont, pour Jean Guidoni, en 1978, Angelina et La Rencontre. La décennie se termine par Athon, une comédie musicale destinée aux enfants créée avec le compositeur Roland Vincent. Les deux partent pour Hollywood pour plusieurs mois. Columbia, en la personne de son président Ray Stark, s'investit dans le projet d'un film musical sur Athon. Si le 33 tours est publié en France, le film ne sera pas réalisé. En 1982, il compose la musique d'une chanson pour Céline Dion, sur un texte de Eddy Marnay : D'amour ou d'amitié, qui sera le premier succès national et international de Céline Dion. Avec cette chanson, Céline Dion sera la première artiste canadienne à obtenir un disque d'or en France. C'est dans cette période que Jean-Pierre Lang enregistre en tant qu'auteur-compositeur-interprète un album : J’t’aime bien ma terre.
Puis Jean-Pierre Lang rencontre celui qui deviendra l'interprète principal de ses textes : Pierre Bachelet, compositeur et chanteur. Ensemble, ils vont créer près de cent quatre-vingts chansons dont un certain nombre rencontreront un réel succès, le premier étant Elle est d’ailleurs, en 1980. Cette chanson est suivie par Les Corons (1982), Écris-moi (1982), Souvenez-vous (1982), Mais l’aventure (1983), Quitte moi (1983), L’An 2001 (1985), Partis avant d’avoir tout dit (1987), C’est pour elle (1987), Vingt ans (1987), Pleure pas Boulou (1989), L’Homme en blanc (1989), Elle avait tout peint en bleu (1989), Laissez chanter le Français (1992) et des dizaines d’autres.
Pendant les années 1980, en plus des 180 chansons qu'il écrira pour Bachelet, il écrit en 1982 pour Dalida Nostalgie, Les Petits Mots, et en 1983 pour Michel Fugain Le Cœur au Sud, Casseur de piano, pour Véronique Jannot La Première Scène, et pour Ginette Reno Un homme ça tient chaud.
Il écrit pendant dix ans, avec le compositeur symphoniste Jean-Daniel Mercier tous les spectacles du Paradis latin, et toutes les œuvres françaises du Crazy Horse, celles-ci sur les musiques de Jacques Morali.
En 1991, il collabore à l’album Les Voix du Brésil de Michel Delpech. Il y signe la majorité des textes des chansons : Multiraciale et pluriculturelle, Chico Mendez, Corcovado, Terre-Amour, Pleure pas Eva, Sul-America, sur les musiques de Roland Vincent. Il a également écrit pour Les Voisins du dessous (Pour le temps qui restera), sur les musiques de François Bernheim. Sur une musique de Patrick Lemaître, il écrit le texte de la chanson Vas-y pour Nicole Rieu, titre qui paraît sur l'album du même nom (Vas-y en 1998).
Jean-Pierre Lang devient président de l'Union nationale des auteurs et compositeurs (UNAC)[source secondaire souhaitée], défendant notamment la place de la chanson française et de la langue sur les radios nationales. Il mènera une bataille de quatre ans pour obtenir, avec l'aide fidèle de Yves Duteil, des quotas utiles à la défense et à la promotion de la chanson française.
À la Société des auteurs, compositeurs et éditeurs de musique (SACEM), dont il sera administrateur et vice-président[source secondaire souhaitée] pendant plusieurs mandats, il s'engage sur tous les dossiers de la culture liés aux négociations de l'OMC, et en général à l'évolution du Droit d'auteur[source secondaire souhaitée]. Il deviendra président de la Société pour l'administration du droit de reproduction mécanique (SDRM)[source secondaire souhaitée].
En 2011, Vladimir Cosma fait appel à lui pour les textes de l'opéra Marius et Fanny, tiré de l'œuvre de Marcel Pagnol. Cette œuvre, aussitôt montée à l'Opéra de Marseille pour une série de dix-sept représentations (avec Roberto Alagna et Angela Gheorghiu entre autres) connaît le succès immédiat. Roberto Alagna a ainsi déclaré au sujet de cet opéra : « Des imbéciles ont dit que c’était une opérette. Pas du tout : c’est un très grand opéra, très difficile à chanter. Cosma a fait un très grand travail, il y a ici du Puccini. »

## Distinctions
Chevalier de la Légion d'honneur, sa carrière fut récompensée par de nombreuses distinctions, dont le prix Vincent-Scotto, le Grand Prix de la Chanson française (1996), l'Oscar de la Chanson française, etc.

## Publications
- Jean-Pierre Lang et Guillaume Villemot, 2014, Nés en Corse : l'extraordinaire aventure des inventions et des hommes qui ont changé la face du monde (et peut-être même celle de l'univers), Éditions des immortelles  (ISBN 979-1091751049)
- Jean-Pierre Lang, 2008, Quatorze ans de chansons pour Pierre Bachelet : histoire d'une rencontre, Éditions Hors Commerce, collection Hors Texte  (ISBN 978-2915286786)
- Jean-Pierre Lang, 2007, L'Enfant qui retournait les cailloux, Éditions Hors Commerce
- Jean-Pierre Lang, 2003, "Le secret intérieur", in Jacques Kerchache, portraits croisés, dir. M. Bethenod, Gallimard; pp. 39-42  (ISBN 978-2070117512)

## Discographie
En tant qu'auteur-compositeur-interprète
- 1964 : Je me rappelle (45 tours, La voix de son maître, EGF 684)
  - Je me rappelle
  - L’Amour rêvé
  - Toi comme à l’Opéra
  - La Radio
- 1965 : Quatre chansons françaises qui expliquent la bossa-nova (45 tours, La voix de son maître, EGF 792) 
  - Si t'étais pas partie avant-hier
  - Tendresse
  - J'ai un amour qui grince
  - On est si bien
- 1966 : Y'a d'la brise (45 tours, La voix de son maître, EGF 895)
  - Y’a d'la brise
  - Elle est jolie la fille, Madame
  - Allons, je t’invite
  - Que le ciel est limpide
- 1982 : J't’aime bien ma terre (33 tours, Barclay, 598504) 
  - J't'aime bien ma Terre
  - La Dernière Baleine
  - Amazonas
  - Je l'ai vue
  - Premiers mots d'un manifeste
  - Si l'on s'aimait
  - Si j't'écoutais.